# مورد (بستك)
 مورد  قرية صغيرة تتبع للبلدة المركزية (بالفارسية: بخش مركزى) من توابع مدينة بستك وتقع في محافظة هرمزغان في جنوب إيران. إحدى قرى « اقليم كودة». تقع هذه القرية في جنوب قرية (دهتل) بمسافة 5 كيلومترات.

## حدود قرية مورد
حدود قرية مورد: من الشمال قرية جاه دزدان، ومن الجنوب جبل، ومن الغرب قرية تنك تهر، ومن الشرق تنتهي بـقرية خليل.

## السكان
يبلغ عدد سكان هذه القرية حسب تعداد السكان لعام 2006 للميلاد، لعام 2006 للميلاد، (24) نسمة تشكل (5) عائلة، من أهل السنة والجماعة وعلى المذهب الشافعي. يتكلون الفارسية باللهجة المحلية، لهم: مسجد، مدرسة مشتركة، عد من البرك لحفظ مياه الأمطار، وحوالي 300 نخلة مثمرة.

## مهنة سكان القرية
سكان القرية يمتهنون بتربية المواشي والأغنام.

## وصلات خارجية
- التقسيمات الإدارية لمحافظة هرمزگان